# Малый Барханчак
Ма́лый Барханча́к (тат. Кече Барханчык) — аул в Ипатовском районе (городском округе) Ставропольского края Российской Федерации.

## Варианты названия
- Малый Барханчук,
- Малый-Барханчак[2].

## Географическое положение
Расстояние до краевого центра: 105 км. Расстояние до районного центра: 19 км.

## История
Основан служилыми и ясачными татарами из Вятской и Казанской губерний, определёнными на место жительства в урочище Барымгачак (в переводе с ногайского «по пути») по указу Екатерины Второй в 1788 году. В книге В.Н. Кротенко «Степная колыбель героев. История Ипатовского муниципального района Ставропольского края» (2014) приводится информация (со ссылкой на данные Астраханского государственного архива) о том, что «аул Малый Барханчак был основан в 1788 году решением главнокомандующего в Кавказской губернии П.С. Потёмкина».
По данным справочника «Административно-территориальное устройство Ставрополья с конца XVIII века по 1920 год» (2008), в «1863—1864 годах были образованы аулы Кучерли или Шерет на р. Кучерли, Куликовы Копани по балке Янгуй и аул Малый Барханчак, основанный казанскими и астраханскими татарами». Там же указано, что согласно «отчётам и рапортам Туркменского пристава, аул Малый Барханчак был образован в 1861 году».
В 1923 году в селе образовалось Мало-Барханчакское мелиоративное товарищество.
До 1 мая 2017 года аул являлся административным центром упразднённого Мало-Барханчакского сельсовета.

## Население
| 1872 | 1896  | 1897  | 1900  | 1902  | 1903  | 1907  |
| ---- | ----- | ----- | ----- | ----- | ----- | ----- |
| 421  | ↗1074 | ↗1168 | ↘934  | ↗1176 | ↗1186 | ↗1298 |
| 1925 | 1926  | 1989  | 2002  | 2010  | 2014  | 2023  |
| ↘901 | ↘806  | ↗1143 | ↗1255 | ↘1194 | ↘1000 | ↗1075 |

Жители преимущественно татары (89 %).

## Инфраструктура
- Клуб (с молельным залом)[20]
- Автомобильная дорога «Ипатово — Малый Барханчак»
- В 280 м к северо-востоку от жилого дома № 18 по улице Центральной расположено общественное открытое кладбище площадью 43 000 м², а к югу от жилого дома № 60 по улице Ленина — ногайское стихийное закрытое кладбище площадью 598 м²[21].

## Образование
- Детский сад № 13 «Ручеек»
- Средняя общеобразовательная школа № 16. Открыта 1 сентября 1970 года[22]

## Сельское хозяйство
- ООО «Барханчакское»